# Грин, Гетти
Генриетта Хоулэнд «Гетти» Грин (урожденная Робинсон, так же известная как «Ведьма с Уолл-стрит» и «Нью-Йоркская ведьма»; 21 ноября 1834, Нью-Бедфорд, Массачусетс, США — 3 июля 1916, Нью-Йорк, Нью-Йорк (штат), США) — американская предпринимательница, самая богатая женщина в мире (на 1916 г.), прославившаяся своей скупостью и тем, что стала первой американской женщиной, имевшей огромное влияние на Уолл-стрит.

## Рождение и ранние годы
Генриетта Хаулэнд Робинсон родилась 21 ноября 1834 года в городе Нью-Бедфорд, штат Массачусетс. Её родители — отец Эдвард Мотт Робинсон (1800—1865) и мать Эбби Хаулэнд (1809—1860) — принадлежавшие к Религиозному обществу Друзей (квакеров), владели огромным китобойным промыслом и также получали огромные прибыли за счёт торговли с Китаем.
С двухлетнего возраста Гетти воспитывалась в доме своего деда — Гидеона Хаулэнда. Под его влиянием и влиянием своего отца, а также, вероятно, из-за того, что её мать постоянно болела, она увлеклась бизнесом и начала читать финансовые газеты в 6-летнем возрасте. Когда Гетти исполнилось 13 лет, она стала семейным бухгалтером. В 15 лет она поступила в школу в Бостоне.
Когда в 1864 году умер её отец, она унаследовала 7,5 млн долларов (107 млн долларов в перерасчете на 2010 г.) и, несмотря на возражения семьи, приобрела на них облигации военных займов Гражданской войны в США.
Когда она узнала, что её тетя Сильвия Анн Хаулэнд завещала 2 млн долларов на благотворительность, то вступила в судебную тяжбу, во время которой опротестовала завещание тёти, представив более раннее завещание умершей, в котором всё отходило Гетти и в которое был включён пункт о недействительности всех последующих завещаний. Дело поучило большой общественный резонанс, оно было проиграно, так как суд постановил, что завещание, предоставленное Гетти, было подделкой.

## Замужество Гетти Грин
В 33 года Генриетта вышла замуж за Эдварда Генри Грина (6.02.1821 — 19.03.1902) — мультимиллионера из штата Вермонт. Она заставила его отказаться от всех прав на её деньги до дня бракосочетания 11 июля 1867 года. Молодожены переехали в дом Эдварда на Манхэттене, но когда её сестра попыталась обвинить её в подделке завещания, они переехали в Лондон. Их дети — Эдвард Хаулэнд Робинсон «Нэд» Грин и Гетти Сильвия Анн Хаулэнд Грин — родились в Лондоне. Нэд родился 23 августа 1868 г., а Сильвия — 7 января 1871 г.
В то время как Эдвард занимался инвестициями, Гетти начала приумножать своё состояние. Она придумала инвестиционную стратегию, которой была верна всю жизнь: инвестирование, запас наличности для срочных сделок и здравый ум. Находясь в Лондоне, большую часть своих инвестиционных усилий Гетти направила в доллары, банкноты, которые были напечатаны правительством США сразу после Гражданской войны. Когда более осторожные инвесторы опасались банкнот, выпущенных восстанавливающимся после войны правительством, Гетти скупала их, что принесло ей 1,25 млн долларов за год. Заработанные на этом деньги она вложила в железнодорожные облигации.
Когда семейство Гринов вернулось в Америку, они обосновались в Бэллоус-Фоллс (штат Вермонт), родном городе Эдварда. Будучи эксцентричной особой, Гетти Грин ссорилась не только с мужем и его родственниками, но и с прислугой и местными лавочниками. После краха в 1885 году финансового дома «Джон Дж. Сиско & Сын», в котором Гетти Грин была крупнейшим инвестором, проведённое расследование показало, что Эдвард был не только крупнейшим должником фирмы, но и что руководство фирмы тайно использовало вложения Гетти для кредитования Эдварда. Гетти, подчёркивая, что её денежные средства принадлежат только ей, забрала все ценные бумаги и положила на депозит в «Кемикал Банк» (ныне — «Морган Чейс Банк»). Эдвард покинул их дом. В последующие годы они поддерживали неплохие отношения и Гетти помогала ухаживать за ним до его смерти 19 марта 1902 года. Эдвард Грин умер от болезни сердца и хронического нефрита.

## Скупость Гетти Грин
Существует множество легенд о скупости Генриетты Грин, которые активно распространялись её конкурентами. Она никогда не включала отопление и не пользовалась горячей водой. Она носила единственное старое чёрное платье и меняла нижнее бельё, только когда оно полностью изнашивалось. Она не мыла рук и ездила в старом экипаже. Питалась в самых дешёвых ресторанах, предпочитая в основном пироги по 15 центов. Одна из историй утверждает, что Гетти полночи искала в экипаже потерянную марку, которая стоила 2 цента. Другая — что она поручала прачке стирать только самые грязные части платья, чтобы сэкономить деньги на мыло. Она приходила в местную бакалею, чтобы купить поломанное печенье, которое стоило дешевле, а также чтобы получить бесплатную кость для своей любимой собачки Деви.
Некоторые говорили, что она ела только овсянку, разогретую над радиатором в офисе. Возможно, из-за жестокой конкуренции в мужском мире бизнеса и отчасти из-за её страсти носить видавшее виды платье (хотя это может быть привитой бережливостью квакеров), её прозвали «Ведьмой с Уолл-Стрит». Она была успешной деловой женщиной, занятой в недвижимости, инвестициях в железные дороги и в выдаче ссуд. Городское правительство Нью-Йорка обращалось к ней за кредитованием в плохие времена, в том числе во время Банковской паники 1907 года. Она выписала чек на сумму в 1 млн долларов и взяла в качестве гарантии облигации краткосрочного займа. Беспокоясь о каждом долларе, который она дала в долг, она была одной из немногих женщин, которые в то время поехали бы без сопровождения за тысячу миль, чтобы вернуть долг в несколько сот долларов.
Самая ужасная история произошла, когда её маленький сын Нэд сломал ногу. Гетти, чтобы не платить врачам за лечение, решила обратиться за бесплатной медицинской помощью в клинику для бедных. В итоге ребёнку пришлось ампутировать ногу и Нэд стал обладателем протеза. На самом деле, Гретти и Эдвард, обращались к лучшим врачам, которых можно было найти, но все настаивали на ампутации. В итоге, Гретти взялась ухаживать за сыном сама. И ей удалось спасти ногу своему сыну, хоть он и остался хромым. Однако, через некоторое время, он попал под автомобиль, и снова получил тяжёлую травму той же ноги. В этот раз, спасти ногу не удалось.

## Смерть
Гетти Грин умерла в возрасте 81 года в Нью-Йорке. Согласно записи в Книге рекордов Гиннесса, как «Самый скупой человек в мире», Гетти Грин умерла от апоплексического удара, пока спорила с горничной о достоинствах обезжиренного молока. Состояние, оставленное после её смерти оценивается в 100—200 млн долларов (по переоценке на 2014 г. в 2,1 — 4,3 млрд долларов), что делает её самой богатой женщиной в мире за последнее время.

## В литературе
Несмотря на силу своей деловой и личной этики по сравнению со своими сверстниками, Гетти Грин вошла в лексикон Америки начала 20 века с популярной фразой-каламбуром «I’m not Hetty if I do look green.»: «Я не Гетти, если выгляжу зеленой (в зависимости от ситуации — неопытный/похож на доллар, то есть с деньгами)». О. Генри использовал эту фразу в своем рассказе 1890-х годов «Комната на крыше», когда молодая женщина, договариваясь об аренде комнаты в ночлежке, принадлежащей властной старушке, хочет дать понять, что она не так богата, как кажется, и не так наивна.
Бернхард Келлерман вывел Гетти Грин в качестве эпизодического персонажа романа «Туннель» под именем миссис Браун: «старая, маленькая, бедно одетая женщина с желтым лицом и недоверчивым взором глуховатых скряг. Это была самая богатая женщина Соединенных Штатов», «Верно ли, что миссис Браун от скупости никогда не зажигает у себя света?».

## Источник
- Carol Ford, «Hetty Green, A Character Study», National Magazine, September, 190 (англ.)
- Slack, Charles, Hetty: The Genius And Madness Of America’s First Female Tycoon. New York: Ecco (2004). ISBN 006054256X
- Lewis, Arthur H., The Day They Shook the Plum Tree. New York: Harcourt Brace. (1963); Buccaneer Books, Cutchogue, NY (1990) ISBN 0899666000